# قائمة أمراء الأردن
تتضمن المقالة قائمة بالأمراء الأردنيين من أبناء وأحفاد الملك عبد الله الأول بن الحسين، وهم من الهاشميين الذين تولوا عرش الأردن منذ عام 1946. أبناء الأسرة المالكة الذين يحملون لقب "أمير" يلقّبون أيضاً بـ "صاحب السمو الملكي. كما تلقّب زوجة من يحمل لقب أمير في الأردن بالأميرة وتحمل لقب زوجها.

## قائمة الأمراء الأردنيين منذ عام 1946
| الاسم                                                                | سنة الميلاد | سنة الوفاة  | النسب الملكي                                                                        | ملاحظات |
| الجيل الأول                                                          | الجيل الأول | الجيل الأول | الجيل الأول                                                                         | الجيل الأول                                                                                                  |
| -------------------------------------------------------------------- | ----------- | ----------- | ----------------------------------------------------------------------------------- | --- |
| طلال بن عبد الله بن حسين أصبح لاحقاً الملك طلال                       | 1909        | 1972        | الابن الأول للملك عبد الله الأول بن الحسين                                          | كان ولياً للعهد منذ تأسيس الأردن في 25 مايو 1946 وحتى 20 يوليو 1951.                                          |
| نايف بن عبد الله الأول                                               | 1914        | 1983        | ثاني أبناء الملك عبد الله الأول بن الحسين                                           | |
| الجيل الثاني                                                         |             |             |                                                                                     | |
| الحسين بن طلال أصبح لاحقاً الملك الحسين بن طلال                       | 1935        | 1999        | الابن الأول للملك طلال بن عبد الله بن حسين وهو حفيد الملك عبد الله الأول بن الحسين  | كان ولياً للعهد منذ 20 تموز (يوليو) 1951 حتى 11 آب (أغسطس) 1952.                                              |
| محمد بن طلال                                                         | 1940        |             | الابن الثاني للملك طلال بن عبد الله بن حسين وهو حفيد الملك عبد الله الأول بن الحسين | كان ولياً للعهد من 11 آب (أغسطس) 1952 حتى 30 كانون الثاني (يناير) 1962.                                       |
| الحسن بن طلال                                                        | 1947        |             | الابن الثالث للملك طلال بن عبد الله بن حسين وهو حفيد الملك عبد الله الأول بن الحسين | كان ولياً للعهد منذ 1 نيسان (أبريل) 1965 حتى 25 كانون الثاني (يناير) 1999.                                    |
| محسن بن طلال                                                         | 1949        | 1949        | الابن الرابع للملك طلال بن عبد الله بن حسين وهو حفيد الملك عبد الله الأول بن الحسين | توفي طفلاً رضيعاً                                                                                              |
| علي بن نايف                                                          | 1941        |             | الابن الأول للأمير نايف بن عبد الله الأول وهو حفيد الملك عبد الله الأول بن الحسين   | |
| عاصم بن نايف                                                         | 1948        |             | الابن الثاني للأمير نايف بن عبد الله الأول وهو حفيد الملك عبد الله الأول بن الحسين  | |
| الجيل الثالث                                                         |             |             |                                                                                     | |
| عبد الله الثاني بن الحسين أصبح لاحقاً الملك عبد الله الثاني بن الحسين | 1962        |             | الابن الأول للملك الحسين بن طلال وهو حفيد الملك طلال بن عبد الله بن حسين            | كان ولياً للعهد منذ ولادته حتى 1 نيسان (أبريل) 1965 ومن 25 كانون الثاني (يناير) 1999 حتى 7 شباط (فبراير) 1999 |
| فيصل بن الحسين (أمير)                                                | 1963        |             | الابن الثاني للملك الحسين بن طلال وهو حفيد الملك طلال بن عبد الله بن حسين           | |
| علي بن الحسين (أمير)                                                 | 1975        |             | الابن الثالث للملك الحسين بن طلال وهو حفيد الملك طلال بن عبد الله بن حسين           | |
| حمزة بن الحسين                                                       | 1980        |             | الابن الرابع للملك الحسين بن طلال وهو حفيد الملك طلال بن عبد الله بن حسين           | كان ولياً للعهد من 7 شباط (فبراير) 1999 حتى 28 تشرين الثاني (نوفمبر) 2004                                     |
| هاشم بن الحسين                                                       | 1980        |             | الابن الخامس للملك الحسين بن طلال وهو حفيد الملك طلال بن عبد الله بن حسين           | |
| طلال بن محمد                                                         | 1965        |             | الابن الأول للأمير محمد بن طلال وهو حفيد الملك طلال بن عبد الله بن حسين             | |
| غازي بن محمد                                                         | 1966        |             | الابن الثاني للأمير محمد بن طلال وهو حفيد الملك طلال بن عبد الله بن حسين            | |
| راشد بن الحسن                                                        | 1975        |             | الابن الوحيد للأمير الحسن بن طلال وهو حفيد الملك طلال بن عبد الله بن حسين           | |
| محمد العباس بن العلي                                                 | 1973        |             | الابن الأول للأمير علي بن نايف                                                      | |
| جعفر بن العلي                                                        | 2007        |             | الابن الثاني للأمير علي بن نايف                                                     | |
| نايف بن عاصم بن نايف                                                 | 1998        |             | الابن الوحيد للأمير عاصم بن نايف                                                    | |
| الجيل الرابع                                                         |             |             |                                                                                     | |
| الحسين بن عبد الله الثاني                                            | 1994        |             | الابن الأول للملك عبد الله الثاني بن الحسين وهو حفيد الملك الحسين بن طلال           | وهو ولي العهد الأردني منذ 28 تشرين الأول (نوفمبر) 2004.                                                      |
| هاشم بن عبد الله الثاني                                              | 2005        |             | الابن الثاني للملك عبد الله الثاني بن الحسين وهو حفيد الملك الحسين بن طلال          | |
| عمر بن فيصل                                                          | 1993        |             | الابن الوحيد للأمير فيصل بن الحسين وهو حفيد الملك الحسين بن طلال                    | |
| علي بن الحسين                                                        | 2007        |             | الابن الوحيد للأمير علي بن الحسين (أمير) وهو حفيد الملك الحسين بن طلال              | |
| محمد بن طلال بن محمد                                                 | 2001        |             | الابن الثاني للأمير طلال بن محمد وهو حفيد الأمير محمد بن طلال                       | |
| عبد الله بن غازي بن محمد                                             | 2001        |             | الابن الوحيد للأمير غازي بن محمد وهو حفيد الأمير محمد بن طلال                       | |
| حسن بن راشد بن الحسن                                                 | 2013        |             | الابن الوحيد للأمير راشد بن الحسن وهو حفيد الأمير الحسن بن طلال                     | |